# Kult Istoty Najwyższej

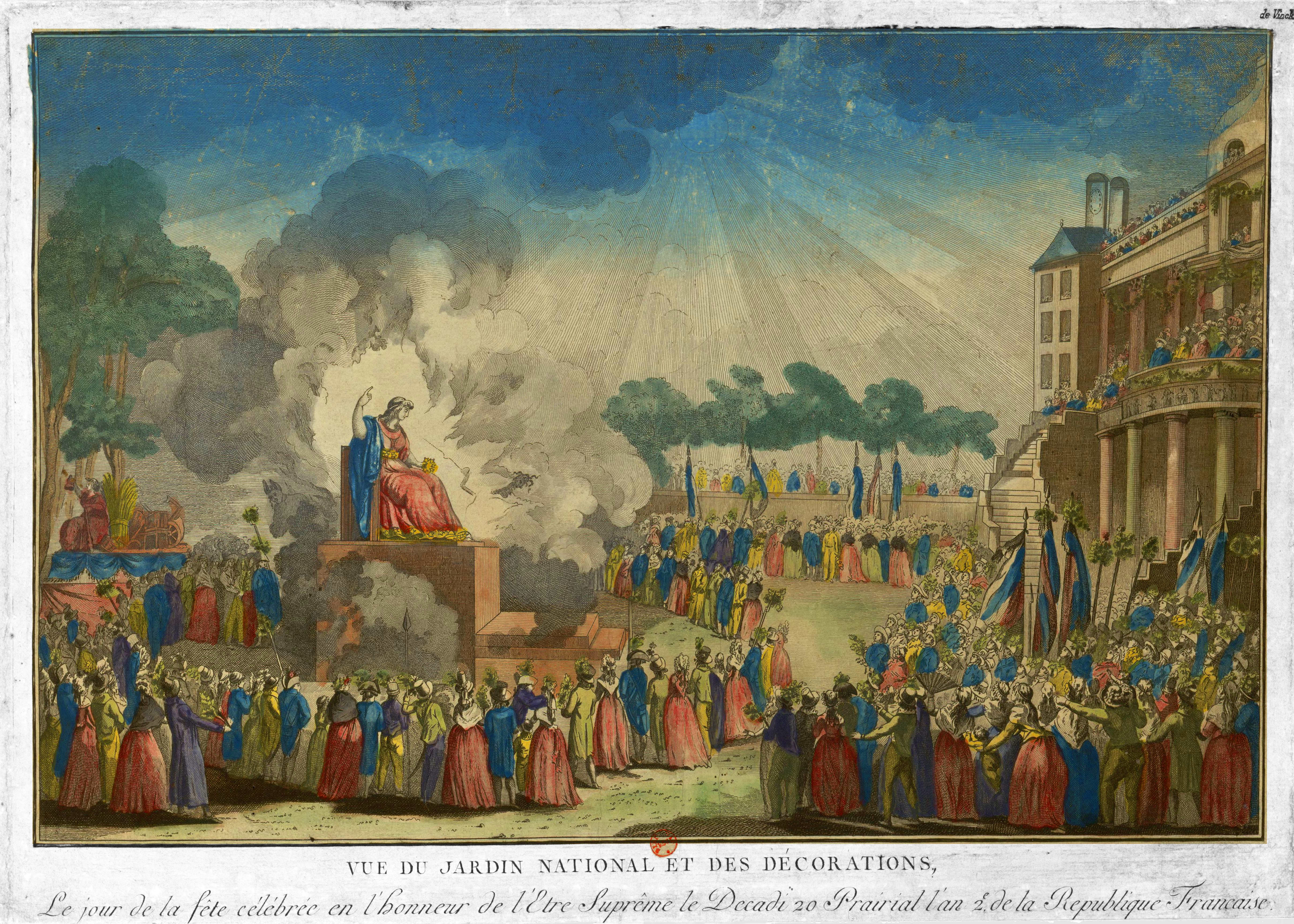
Święto Istoty Najwyższej

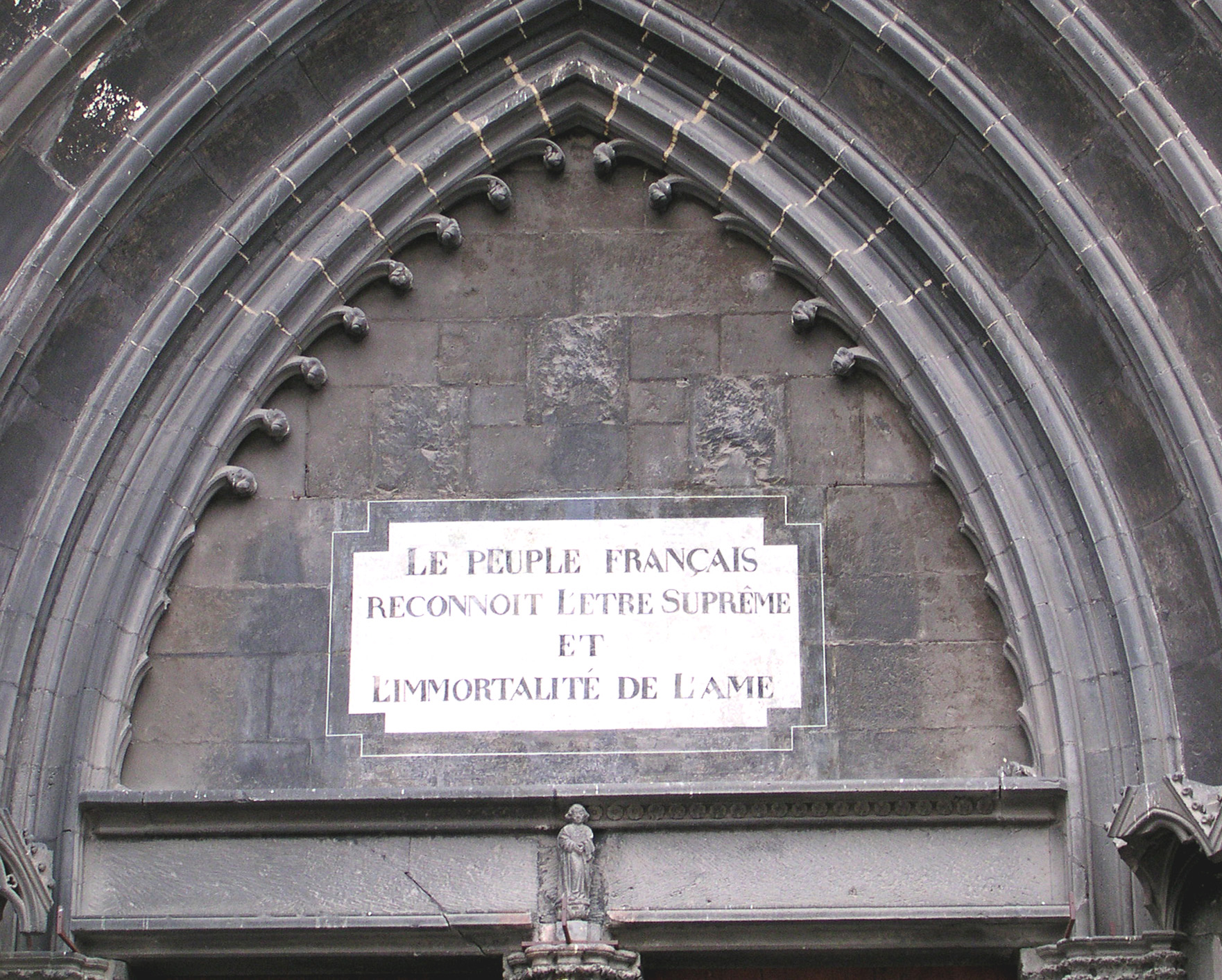
Tablica ku czci Istoty Najwyższej na gmachu katedry w Clermont-Ferrand. Francuski napis głosi: Lud francuski uznaje Istotę Najwyższą i nieśmiertelność duszy

Kult Istoty Najwyższej (fr. culte de l'Être suprême) – formalna religia państwowa wprowadzona we Francji w okresie rewolucji francuskiej dekretem Konwentu Narodowego z 7 maja 1794 roku (18 floréala roku II). Jej głównym propagatorem był Maksymilian Robespierre, który – będąc deistą – zauważył, że działania antyreligijne obracają się przeciw rewolucji, w związku z czym doprowadził do uchwalenia dekretu o istnieniu i uznawaniu przez lud francuski Istoty Najwyższej oraz nieśmiertelności duszy.

## Cechy kultu
Kult Istoty Najwyższej zakładał istnienie boga rozumianego na sposób deistyczny oraz nieśmiertelność duszy, łącząc równocześnie wiarę w powyższe dogmaty z promowaniem tzw. cnót republikańskich, takich jak patriotyzm, oddanie ideałom wolności i równości, gotowość do poświęceń i przedłożenia interesu państwowego nad osobisty. Odrzucał jednak interwencję nadprzyrodzoną zarówno w wydarzenia historyczne, jak i w osobisty los człowieka na ziemi, odżegnując się tym samym od koncepcji władzy pochodzącej od Boga.
Wyrazem kultu Istoty Najwyższej miał być szereg świąt republikańskich, w których jednak sama postać Istoty Najwyższej pojawiała się stosunkowo rzadko. O wiele szerzej akcentowane były wartości abstrakcyjne, jak odwaga, braterstwo, młodość czy szczęście. Samej Istocie Najwyższej zostało poświęcone tylko jedno święto, które miało odbywać się co roku 20 prairiala (8 czerwca), w praktyce zaś miało miejsce tylko raz. Natomiast na wszystkich budynkach publicznych, w szczególności nieużytkowanych kościołach katolickich, umieszczone zostały tablice głoszące „uznanie Istoty Najwyższej przez naród francuski”.

### Święto Istoty Najwyższej
Świętem Istoty Najwyższej ustanowiono dzień 8 czerwca. W Paryżu ceremonia religijna zorganizowana została w dużej mierze według pomysłów Robespierre'a, który był również głównym aktorem wystawnego święta. Maszerował on na czele szeregu deputowanych Konwentu, ubranych w świąteczne szaty, z kwiatami w dłoniach. Następnie na oczach tłumów odsłonięty został posąg Istoty Najwyższej, zaś spalone figury Ateizmu, Ambicji Osobistej, Egoizmu i Fałszywej Skromności. Robespierre wygłosił następnie długie przemówienie, zaś całość odbywała się przy uroczystej muzyce François-Josepha Gosseca i Étienne'a Nicolasa Méhula. Podobnie uroczystości miały miejsce w większości większych miast Francji, jednak jedynie w Paryżu, Lyonie i miastach położonych nad Rodanem cieszyły się one wysoką frekwencją. Nie zdołały one jednak, na co liczył Robespierre, zjednoczyć deputowanych ani ostatecznie wykorzenić kultu Rozumu.
Po przewrocie thermidoriańskim kult Istoty Najwyższej faktycznie zanikł.